# Квартблок

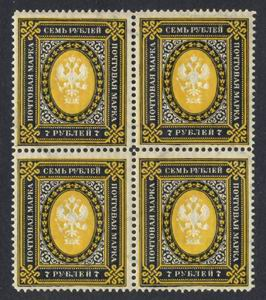
Квартблок стандартной марки России (1902)

Квартбло́к (лат. quartus, четвёртый + блок) — в филателии четыре неотделённые (сцепленные) почтовые марки, расположенные по два экземпляра в двух рядах (2 × 2). Марки могут быть как одинаковыми, так и разными, как с зубцами (перфорацией), так и без зубцов. Квартблок является частью марочного листа.

## Описание

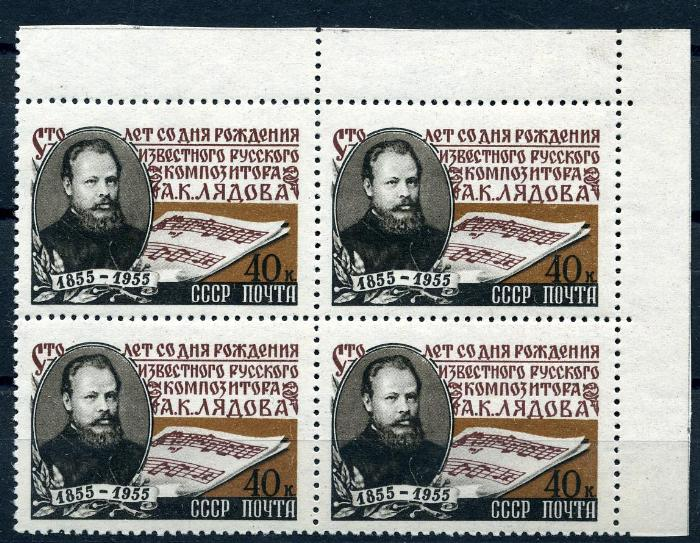
Угловой квартблок марок СССР, 1955

В зависимости от расположения в марочном листе, квартблок бывает:
- угловой, когда он расположен в углу марочного листа и включает в себя поля марочного листа с двух сторон; соответственно, в одном листе может быть не более четырёх угловых квартблоков;
- с полем, когда квартблок включает в себя поле марочного листа с одной стороны[4]. По положению в марочном листе выделяют квартблоки: (1) с верхним полем, (2) с боковым полем, (3) с нижним полем[5]. Особым вниманием пользуются квартблоки с частью нижнего поля, где различимы выходные данные марочного листа[6];
- без полей (из любой другой части марочного листа).

Квартблоки как состоящие из четырёх одинаковых марок следует отличать от блоков, состоящих из четырёх марок разного рисунка и (или) разного номинала и представляющих собой соединённые горизонтально (вертикально, в шахматном порядке) сцепки (пары), а также от почтовых блоков из четырёх марок.

## Коллекционирование
Квартблок является распространёнными филателистическим объектом и может представлять собой отдельный вид коллекционирования почтовых марок. Как часть марочного листа, квартблок представляет собой большой интерес с точки зрения изучения расположения той или иной марки в марочном листе.
В случае, если квартблок содержит поля марочного листа, он представляет собой широкое поле для филателистических исследований на предмет присутствия или отсутствия на краях марочного листа водяных знаков, отметок почты, специальных знаков типографии и т. д.

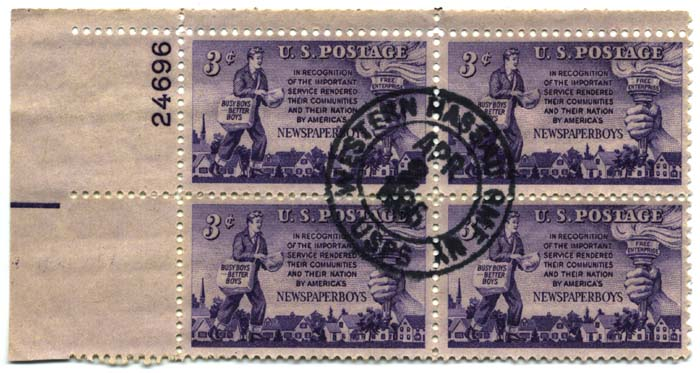
Угловой квартблок марок США, 1952(Sc #1015), представляющий собой блок с номером печатной формы

Квартблок особо привлекателен для коллекционеров: вследствие того, что при таком расположении марок (2 × 2), каждая из двух сторон марки находится в соединении с соседней маркой, квартблок — это минимальная часть листа почтовых марок, при которой практически со стопроцентной гарантией можно определить подлинность или подделку перфорации (при простой зубцовке). Это особенно важно при экспертизе дорогих, редких марок.

## В художественной литературе
Рассказ о редком квартблоке чистых марок «Розовый Меркурий» лёг в основу одноимённой книги чехословацкого писателя Франтишека Лангера (1888—1965).